# بن مار
بن مار (انگلیسی: Ben Maher؛ زادهٔ ۳۰ ژانویهٔ ۱۹۸۳) سوارکار اهل بریتانیا است.